# Baissobracon striatus
Baissobracon striatus är en stekelart som beskrevs av Alexandr Rasnitsyn och Michael J. Sharkey 1988. Baissobracon striatus ingår i släktet Baissobracon och familjen Eoichneumonidae. Inga underarter finns listade.